# شهرستان دل نورت (کالیفرنیا)
شهرستان دل نورت شمال غربی‌ترین شهرستان در ایالت کالیفرنیا در آمریکا می‌باشد و در جنوب اورگن در ساحل اقیانوس آرام واقع شده‌است. بر اساس سرشماری سال ۲۰۰۰ جمعیت آن معادل ۲۷٬۵۰۷ نفر می‌باشد و بخشداری آن کریسنت می‌باشد.